# 上海動物園
上海動物園（シャンハイどうぶつえん）とは中華人民共和国上海市長寧区虹橋2381号にある動物園である。また近くには上海虹橋国際空港がある。かつて、動物園の敷地は1916年に開業したゴルフ場であったが、1953年に廃業になり、1954年に市の中心部の西側に位置することから西郊公園と改名され1959年から公園内で動物が飼育されるようになり、1980年に現在の名称になった。

## 概要
上海動物園は中国国内でも有数の規模であり、敷地面積74.3万平方メートル、飼育設備面積47,237平方メートルある。飼育されている動物は約620種類・7000頭以上で、ジャイアントパンダやヨウスコウアリゲーター、アモイトラといった中国原産の動物のほか、世界各国の動物が展示されている。また園内には飼育している動物の飼料にするため、多くの樹木が植えられている。